# Siervas de Jesús (Tolosa)
Las Siervas de Jesús es una institución religiosa que tiene una sede en Tolosa cuya central se encuentra en Roma. Esta congregación se creó en Bilbao en 1871 y se estableció en Tolosa en 1886. En Tolosa se encuentran en el paseo Belate n.º 3.
Su función principal se realiza en el campo de la salud, abarcando todos las ramas asistenciales. En cada municipio, desempañan una especialidad. En Tolosa, concretamente, en el momento actual, gestionan un centro de día para personas de la tercera edad.

## Historia

### Primera etapa: fundación
La congregación de Las Siervas de Jesús llegaron a la villa de Tolosa el 6 de julio de 1886. Dos señoras del lugar, Florencia Esnarrizaga y Leandra Lasquibar  habían conocido, en un viaje a Valladolid, los beneficios que esta Congregación procuraba a los enfermos que atendían en sus domicilios, y desearon que Tolosa también participara de ellos.
Para ello, una vez de vuelta a Tolosa, pidieron al Ayuntamiento, una fundación de estas Religiosas, y la Fundadora de la Congregación, hoy Santa María Josefa del Corazón de Jesús Sancho de Guerra, accedió después de obtener el permiso del Obispo diocesano, D. Mariano Miguel Gómez.

#### Asistencia a enfermos
El Ayuntamiento concedió una subvención para el alquiler de una vivienda en la calle Santa María, cerca de la parroquia, y en ella comenzaron su vida en Tolosa las religiosas. Desde el principio tuvieron buena acogida, pues la respuesta de la población fue favorable. Empezaron muy pronto a asistir a los enfermos.

### Segunda etapa: guardería
Unos años más tarde, en 1892, con la industrialización de Tolosa, el panorama cambió. La mujer se incorporó al trabajo de las papeleras, y los niños quedaban solos en casa, y necesitaban cuidados. El concejal Ceferino Mocoroa concibió la idea de instalar un Asilo en que los niños estuvieran atendidos mientras las madres trabajaban, y lo propuso al Consistorio, que lo aprobó por unanimidad. El Alcalde Felipe Irazusta propuso que se encargaran de ellos las Siervas de Jesús, elevando la petición a la Fundadora y Superiora General Mª Josefa Sancho de Guerra, la cual aceptó. La idea era por aquel entonces una novedad. En toda Europa, no se había instalado todavía un centro de estas características. Era montar una guardería infantil, algo impensable en aquel tiempo. Así empezó en Tolosa la primera guardería infantil de este tipo.
Las Siervas de Jesús alquilaron una casa contigua a la suya de la calle Santa María, unieron las dos con un corredor, y ese mismo año se inaugura el Asilo para niños de Tolosa. Fue un avance y una solución al problema de la mujer trabajadora, ofreciendo un servicio que reportaba seguridad a las familias al ver que sus hijos estaban cuidados y solicitud por una religiosas que los educaban.

#### Las Siervas tuvieron que adaptarse al nuevo ambiente
Hasta ahora, toda su lucha había sido con las epidemias de cólera y tifus, además de la gripe, la viruela y otras infecciones por el estilo. Al principio les costó acostumbrase, y los primeros tiempos fueron difíciles. Ahora les entregaban niños sanos.
Se empezó con nueve niños. Pero éstos no estaban acostumbrados a estar con las religiosas, y lloraban todo el tiempo. Más tarde, ya se habían acostumbrado, y aumentaron hasta 50 niños. Después de estos comienzos la guardería de Tolosa de las Siervas de Jesús funcionó por espacio de más de cien años.

### Tercera etapa: centro de día para ancianos
Las Siervas permanecieron varios años en la calle de Santa María, que no ofrecía buenas condiciones para la vida y el apostolado de las religiosas, pues mientras algunas de ellas atendían a la guardería, otras continuaban con la asistencia a los enfermos. Antonio Elósegui y Lizargarate, donó un terreno en el paseo de Belate, donde el 13 de junio de 1901 se colocó la primera piedra del edificio que habitan en la actualidad.
Terminando el siglo XX, se apreciaba que la vida de la guardería de Tolosa llegaba a su fin. El servicio estaba atendido por otras instituciones, y las Siervas pensaron en reciclarse. Para ello, remodelaron la casa de la comunidad, y la convirtieron en un centro de día para ancianos. Las obras duraron tres años, y en 1999 se abrió el centro de día Madre Mª Josefa para las personas de la tercera edad. Es el apostolado que en la actualidad desempeñan las Siervas de Jesús en Tolosa: el cuidado de los ancianos que pasan el día con las religiosas y el cuadro de trabajadores, volviendo a sus casas y familias por la tarde.

## Galería de imágenes

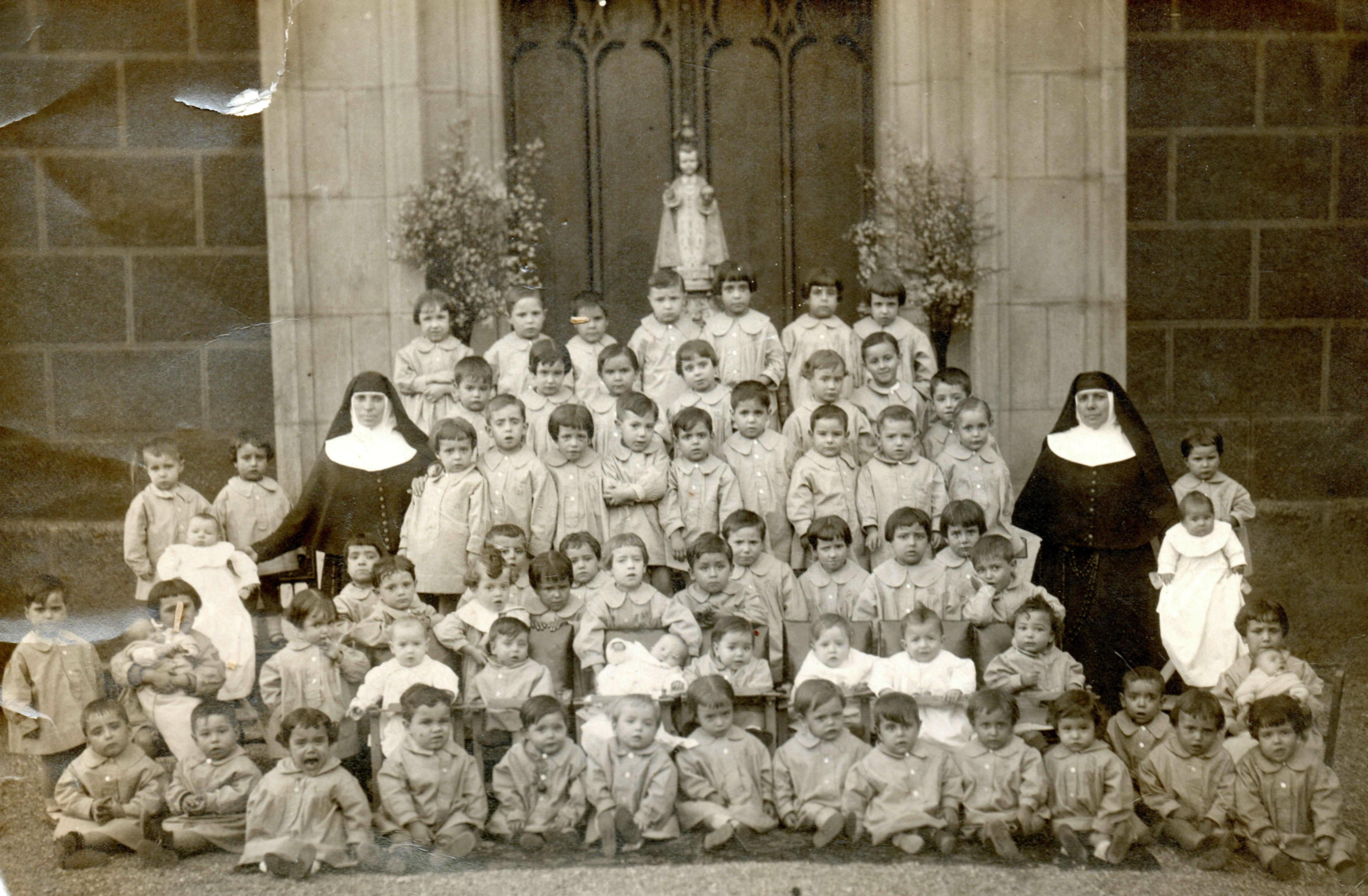
Niños de Tolosa en el siglo XIX
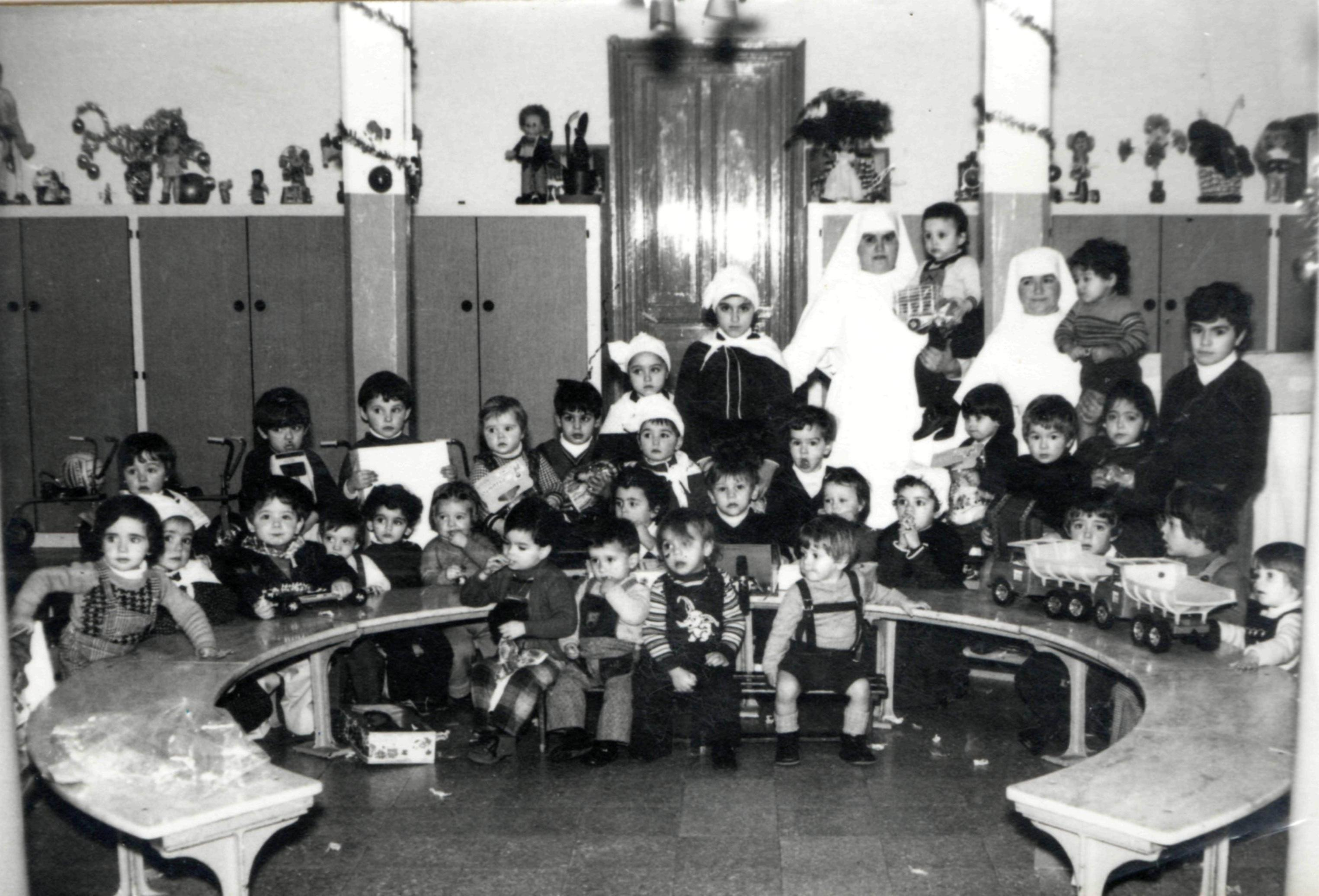
Años 60
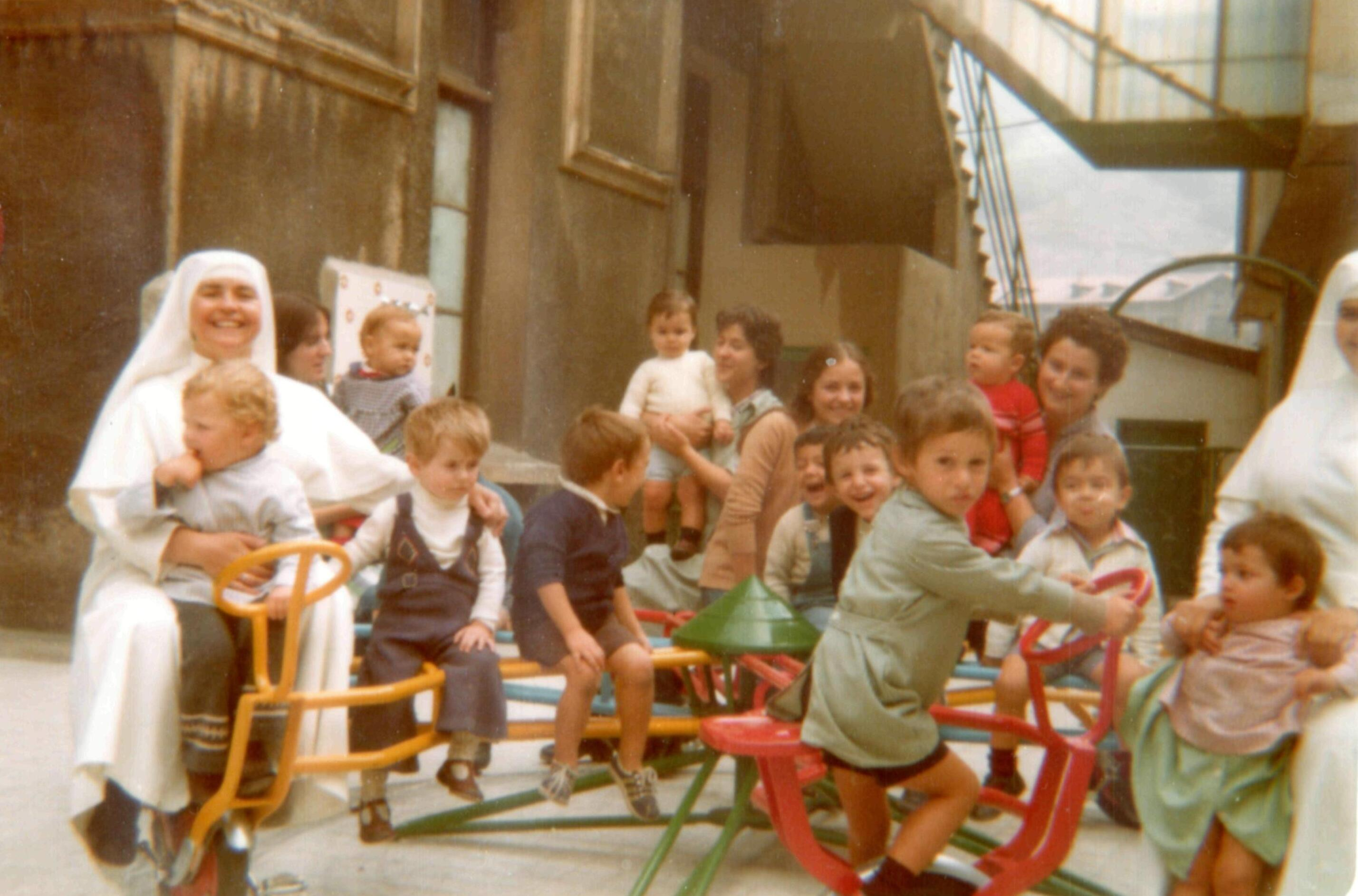
Años 80
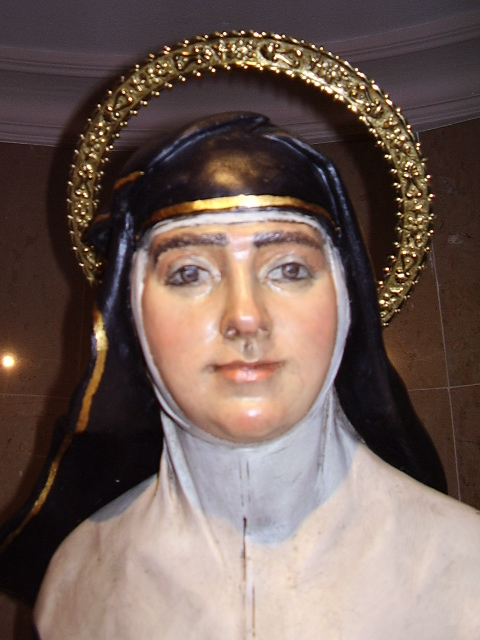
Santa María Josefa Sancho de Guerra
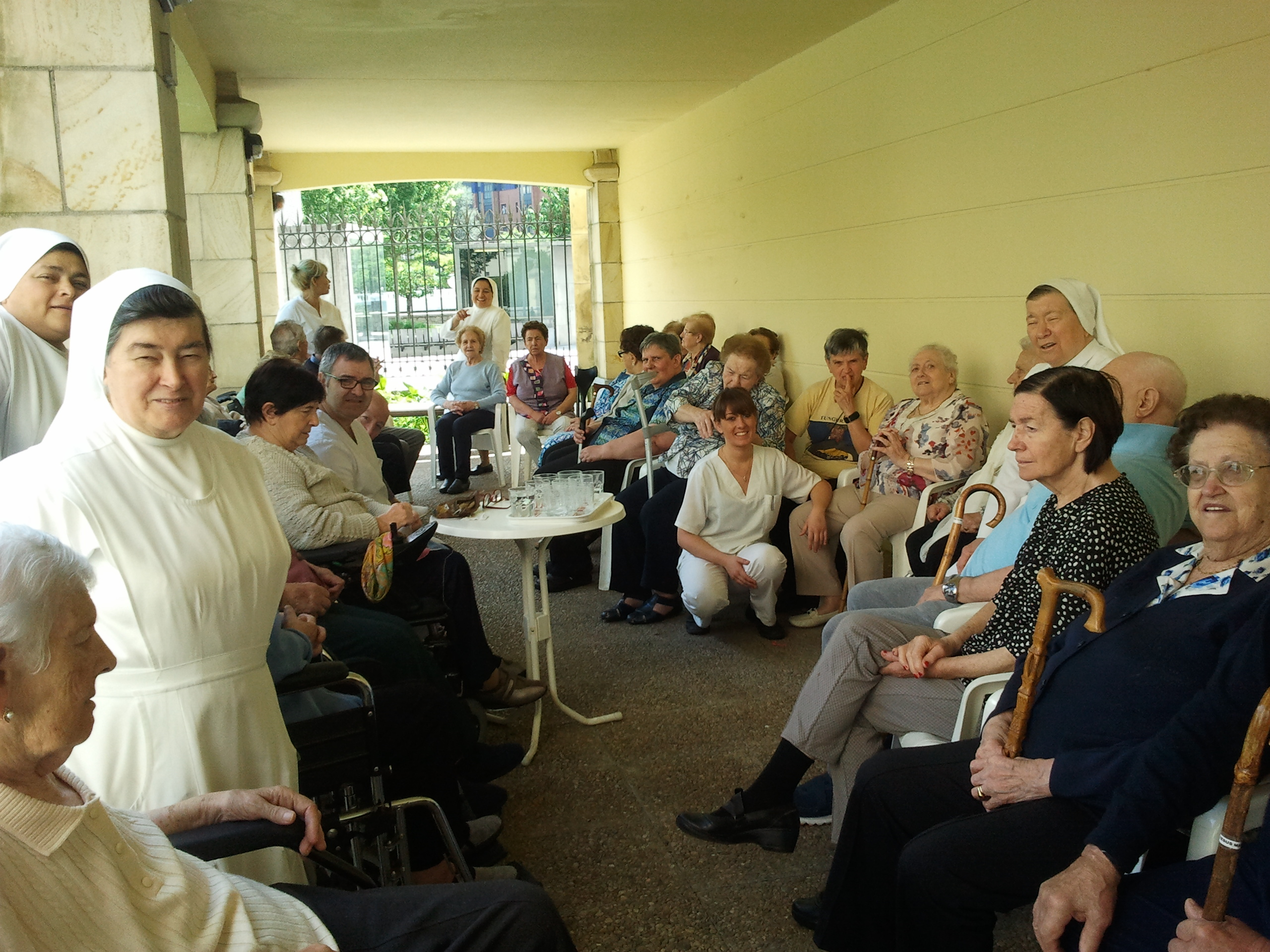
Actividades en el porche del Centro